# Mouli
Pour les articles homonymes, voir Mouly.
Mouli, aussi appelé Hwakaiö est un district coutumier et une des îles Loyauté en Nouvelle-Calédonie. Administrativement, l'île fait partie de la commune d'Ouvéa.